# 시핀 전투

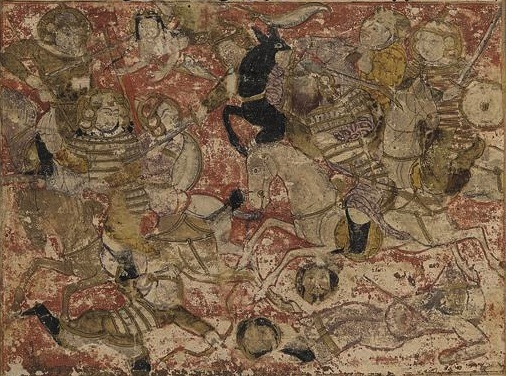

시핀 전투(Battle of Siffin, 아랍어: مَعْرَكَة صِafِّينَ, 로마자 표기: Maʿraka Ṣiffīn)는 서기 657년(37 AH)에 제4대 라시둔 칼리프 알리 이븐 아비 탈리브와 반항적인 시리아 총독 무아위야 이븐 아비 수피얀 사이에 벌어진 전투이다. 이 전투의 이름은 유프라테스강변의 시핀(Siffin) 지역에서 유래되었다. 시리아인들이 패배를 피하기 위해 중재를 요청한 후 전투는 중단되었고 알리는 일부 군대의 압력을 받아 이에 동의했다. 중재 과정은 무아위야에 대한 시리아인의 지지를 강화하고 알리의 지위를 약화시켰음에도 불구하고 658년에 결론적으로 끝나지 않았다. 이 전투는 우마이야 칼리파국 건립을 향한 주요 단계로 간주된다.

## 위치
전장은 현재 시리아의 락까 근처 유프라테스강 우안의 폐허가 된 비잔틴 시대 마을인 시핀에 있었다. 이곳은 락까주(Raqqa Governorate)에 있는 현대적인 마을인 아부 후레이라(Abu Hureyra)와 동일시된다.